# Upgraded - Amore, arte e bugie
Upgraded - Amore, arte e bugie (Upgraded) è un film del 2024 diretto da Carlson Young.

## Trama
L'aspirante gallerista Ana viene invitata a unirsi al team della celebre Claire Dupree per un'asta a Londra. Al momento della partenza all'aeroporto, Ana riceve inaspettatamente un upgrade in prima classe, dove conosce William. Per giustificare la sua presenza in prima classe e sedurre il giovane, Ana comincia a mentire sul proprio lavoro e la propria vita, ma le menzogne rischiano di emergere una volta arrivati a Londra.

## Produzione
Nell'agosto 2022 è stato annunciato che Camila Mendes ed Archie Renaux avrebbero recitato nel film, al cui cast si sono unite anche Marisa Tomei e Lena Olin il mese seguente.

## Promozione
Il primo trailer del film è stato distribuito il 16 gennaio 2024.

## Distribuzione
Il film è stato distribuito sulla piattaforma Prime Video il 9 febbraio 2024.